# Sandskjera (Fjell)
Ne doit pas être confondu avec Sandskjera ou Sandskjera (Øygarden).
Sandskjera est une île dans le landskap Sunnhordland du comté de Vestland. Elle appartient administrativement à Fjell.

## Géographie
Il s'agit d'un amas composé de plusieurs îlots rocheux s’étendant sur environ 592 m de longueur pour une largeur approximative de 334 m.